# Louza
Pour les autres significations, voir Louza (rivière).
Louza (en russe : Луза) est une ville de l'oblast de Kirov, en Russie, et le centre administratif du raïon de Louza. Sa population s'élevait à 10 813 habitants en 2013.

## Géographie
Louza est arrosée par la rivière Louza, un affluent de la Ioug, et se trouve à 54 km à l'est-sud-est de Veliki Oustioug (oblast de Vologda), à 77 km au sud-est de Kotlas (oblast d'Arkhangelsk), à 264 km au nord-ouest de Kirov et à 783 km au nord-est de Moscou.

## Histoire
Louza a été fondée à la fin du XIXe siècle autour d'une gare ferroviaire établie sur l'emplacement d'un ancien village du XVIIe siècle. Elle accéda au statut de commune urbaine en 1935 puis à celui de ville en 1944.

## Population
Recensements (*) ou estimations de la population
| 1939* | 1959*  | 1970*  | 1979*  | 1989*  |
| ----- | ------ | ------ | ------ | ------ |
| 6 700 | 13 181 | 14 033 | 14 004 | 13 706 |

| 2002*  | 2006   | 2010*  | 2012   | 2013   |
| ------ | ------ | ------ | ------ | ------ |
| 12 311 | 11 689 | 11 260 | 10 974 | 10 813 |